# Association de consommateurs musulmans
Une association de consommateurs musulmans défend les droits des croyants dans leur dimension de consommateurs en s'intéressant au domaine de la religion et alimentation appliquées à l'Islam. Ces associations, présentes dans plusieurs pays, travaillent notamment sur les interdits alimentaires pour aider et défendre les consommateurs musulmans dans leurs choix de consommateurs.

## Europe

### France
À l'heure actuelle, on compte les associations suivantes, qui ne sont pas reconnues comme association nationale de consommateurs, mais qui travaillent autour de la défense des consommateurs musulmans à l'échelle locale:
- Intégrité pour la défense des consommateurs musulmans : créée en 1979 par Daniel-Youssof Leclercq, Intégrité fut la première association en France de regroupement de consommateurs musulmans[1],[2]. Cette association publia notamment un petit ouvrage à destination  des consommateurs musulmans, « Avis sur les produits alimentaires »[3]. Cette association n'existe plus aujourd'hui.
- Association de Sensibilisation d'Information et de Défense de Consommateurs Musulmans (Asidcom) : créée en 2006, cette association a pour objectif de promouvoir et de développer des actions individuelles et collectives des consommateurs musulmans afin de garantir la reconnaissance et le respect de leurs droits dans tous les domaines de la vie en société. L'association s'intéresse notamment à plusieurs thèmes touchant les musulmans : le halal, le hajj, la finance islamique.
- Association de Défense du Consommateur Musulman (ADCM) : l'ADCM est une association de consommateurs plutôt généraliste, mais qui va également prendre part aux débats liés aux habitudes de consommation des musulmans. L'association refuse par exemple de banaliser la mise en place de produits halal dans les hôpitaux, cantines scolaires, universités, prisons, ... L'association dénonce également les fabricants de produits halal ne respectant pas à 100% les impératifs que requiert ce label, comme ceux qui utilisent de la gélatine porcine, du saindoux, de la graisse animale, ou du plasma dans la confection de leurs produits[4].

### Belgique
- Association de Défense Des pèlerins de Belgique (ADP) : l'ADP a été créée en août 2010 avec pour but de répondre aux besoins spécifiques de la communauté musulmane, et d'assister également les musulmans sur l'organisation du pèlerinage à la Mecque, et assure une prévention sur les escroqueries et irrégularités qui y sont liées.

### Espagne
- Asociación Vida Halal (voir Islam en España)

## Amérique du Nord

### États-Unis
- Muslim Consumer Group (en) (MCG) : MCG a été fondée en novembre 1993 par Syed Rasheeduddin Ahmed, et est basée à Rolling Meadows (Illinois). L'association est à l'origine d'un livre informatif, A Comprehensive List of Halal Food Products in U.S. and Canadian Supermarkets pour orienter les consommateurs musulmans sur l'authenticité d'un label halal. L'association est à l'origine d'un label, le H-MCG, que les consommateurs nord-américains peuvent retrouver sur les produits certifiés halal.